# Palacete de Colombi

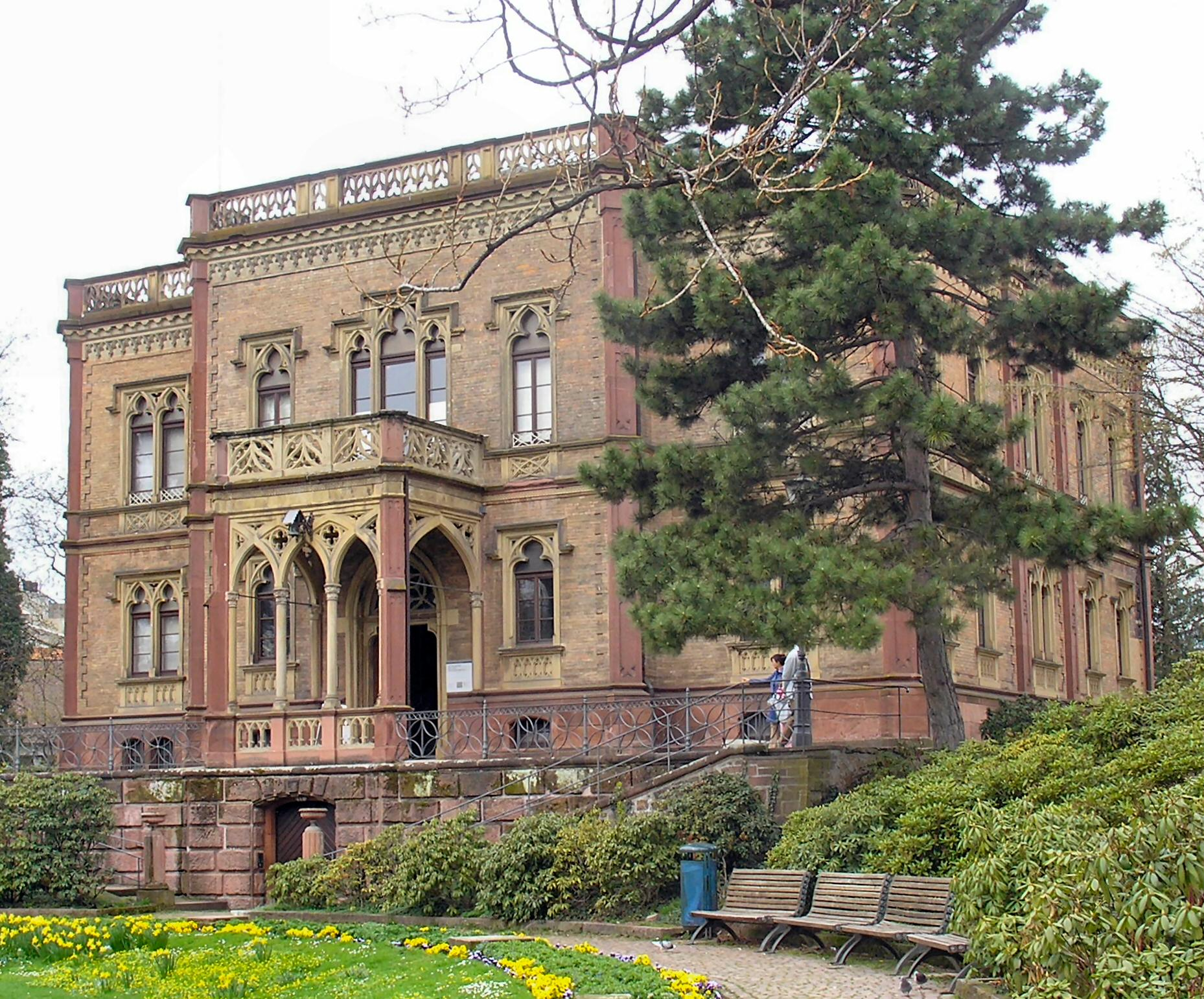
Vista lateral

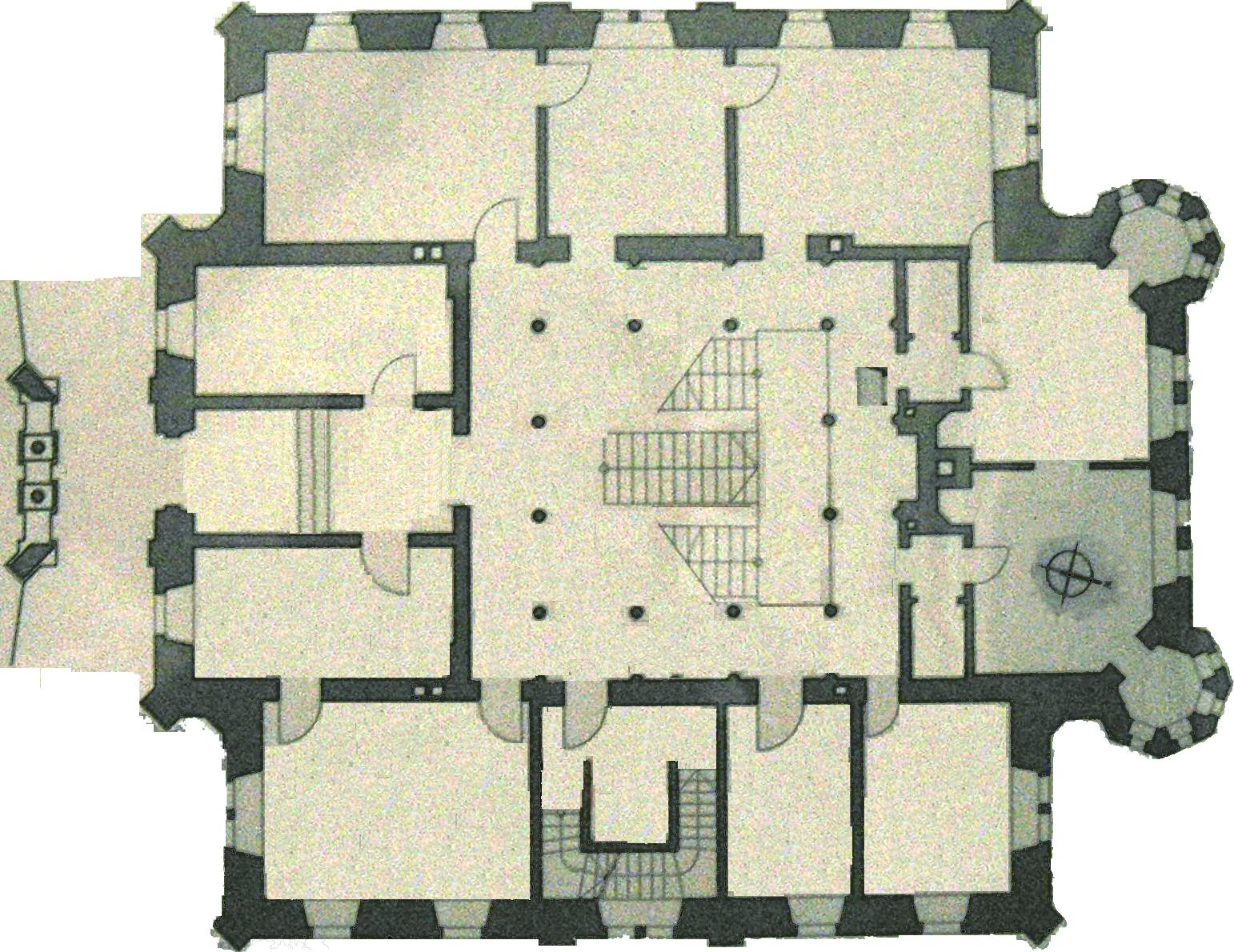
Planta del palacete

El Palacete de Colombi (en alemán: Colombischlössle) es una mansión en el centro de Friburgo de Brisgovia, Baden-Wurtemberg, Alemania, donde está ubicado el museo arqueológico homónimo.

## Edificio
La mansión es llamada palacete de Colombi porque la hizo construir en 1858–1859 la condesa María Antonia Gertrudis de Zea Bermúdez y Colombi, que el 4 de octubre de 1832 se había casado con el diplomático español Salvador de Zea Bermúdez en la iglesia de San Martín en Friburgo. Su marido murió de apendiciditis a la edad de 49 años en 1852 en el camino poco antes de llegar a Roma, el apogeo de su carrera. Ella se mudó a su nueva casa en el año 1861, pero ya murió el 6 de agosto de 1863, la víspera de su boda con el conde Richard de Kageneck, de intoxicación alimentaria.
La mansión es una de las obras principales del arquitecto Georg Jakob Schneider. Aunque sirvieron de modelo ejemplos del estilo Tudor, el tardogótico de Inglaterra, el estilo arquitectónico, más bien romántico, es muy moderno. El diseño bien concebido de las habitaciones, la escalera de hierro de gran actualidad en aquel entonces con claraboya, la técnica casera sofisticada tal como la calefacción por aire caliente originalmente existente, muestran a Georg Jakob Schneider como arquitecto a la altura de su tiempo.

## Parque
El Parque de Colombi es un antiguo parque paisajístico que fue diseñado entre 1859 y 1862. Se extiende sobre un antiguo bastión de las fortificaciones gigantescas de Vauban. Lo que queda es la posición elevada del parque sobre los cimientos del bastión.

## Galería de imágenes

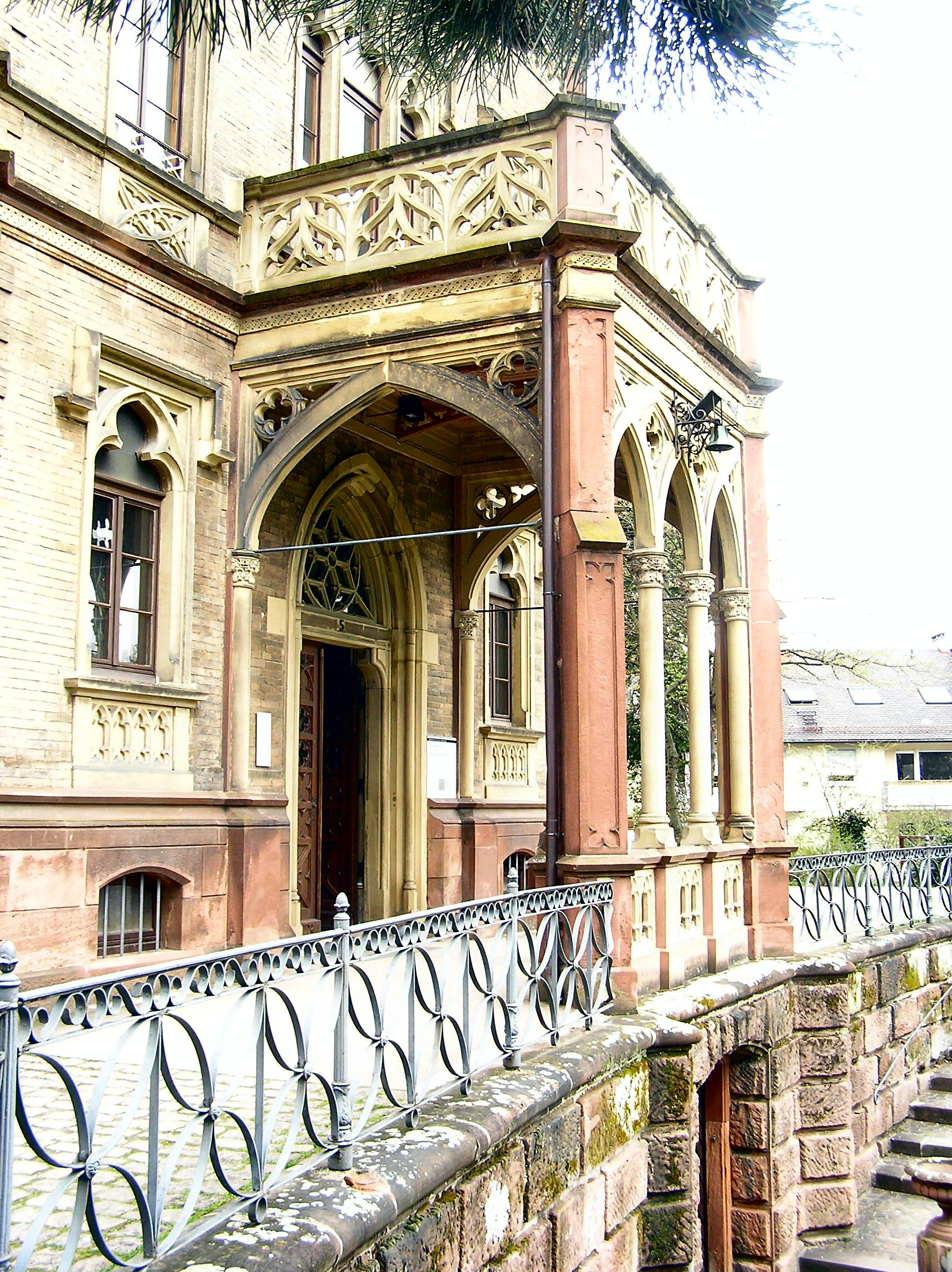
Detalle del balcón
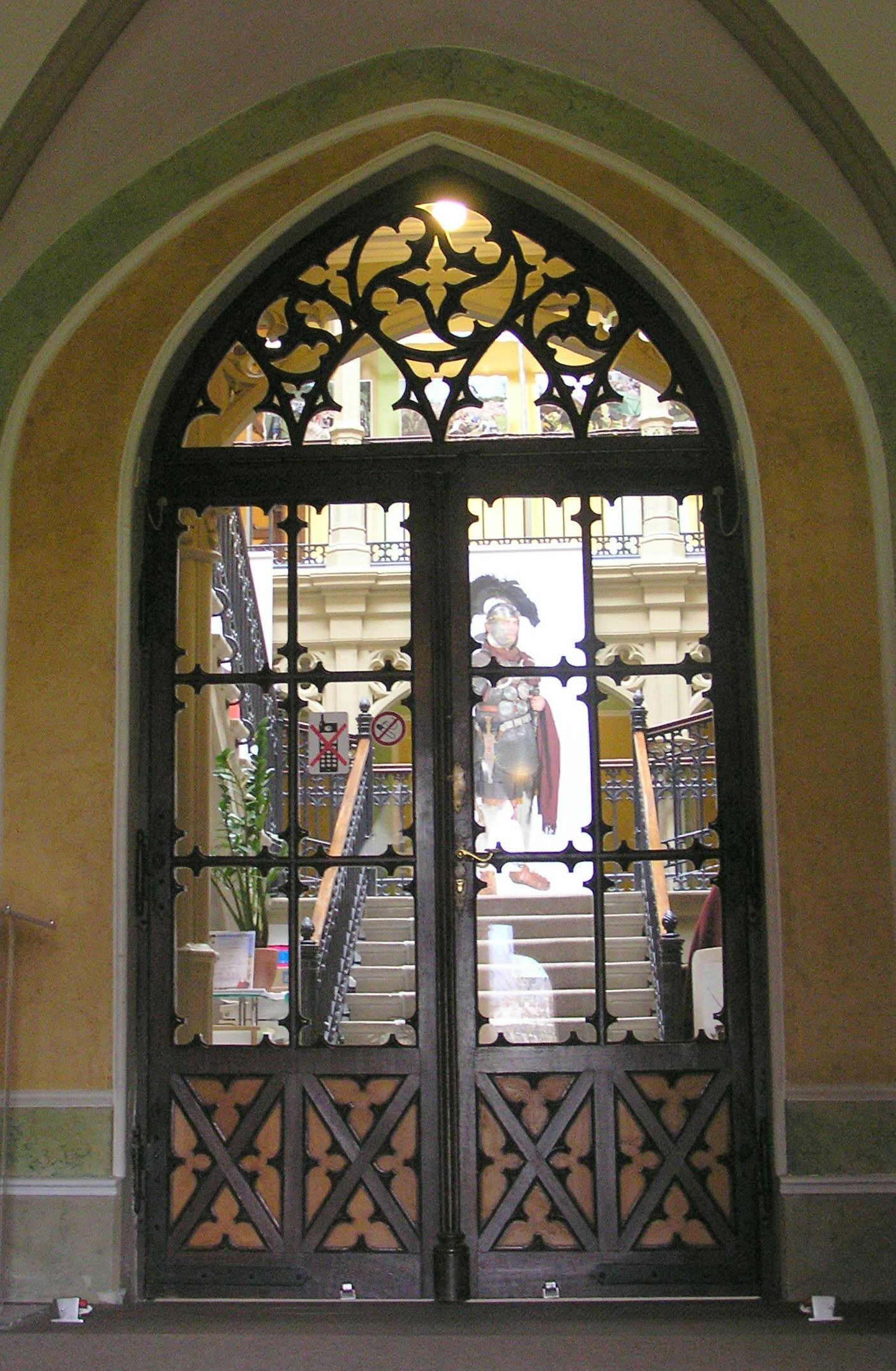
Puerta de entrada
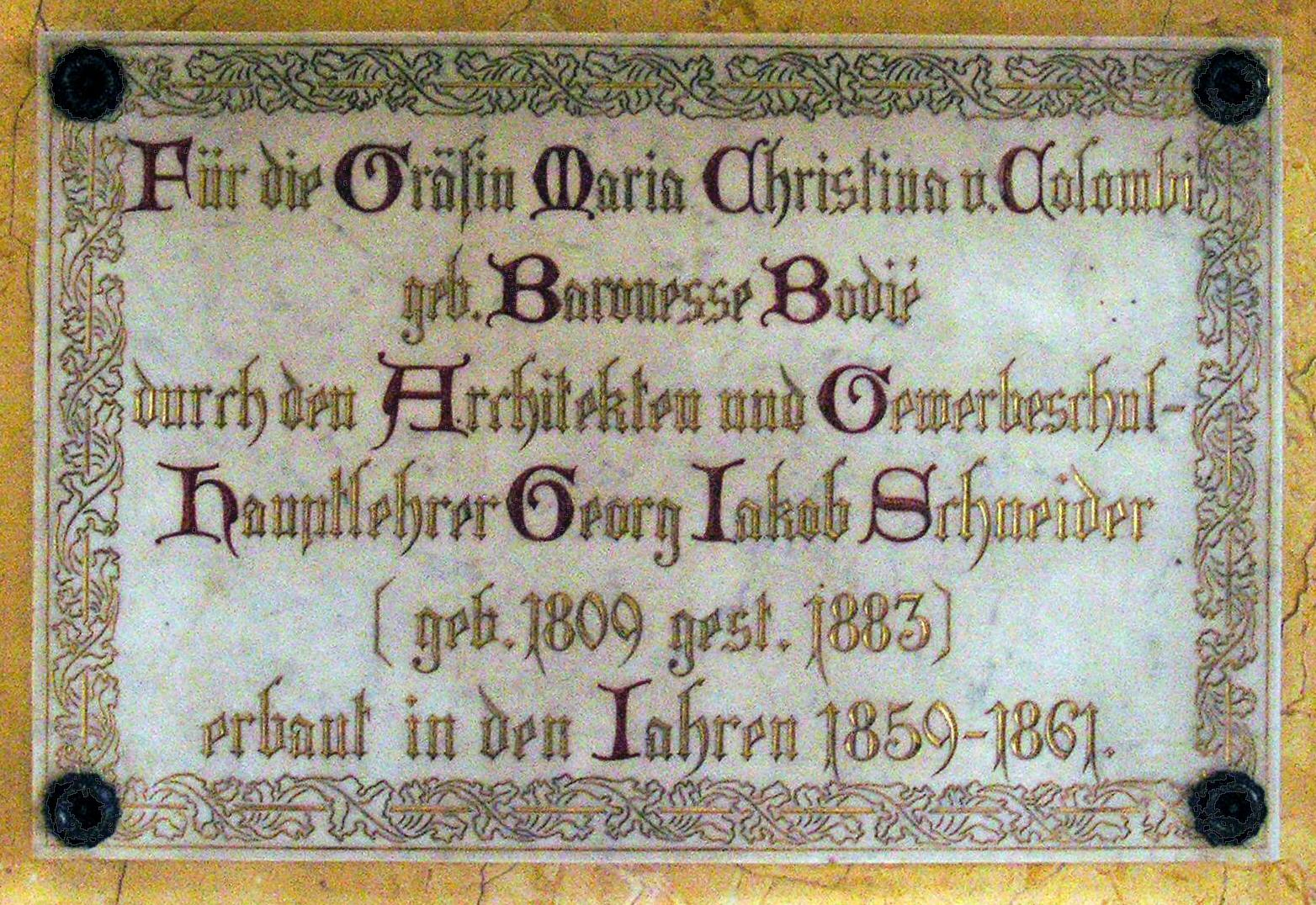
Placa en el palacete
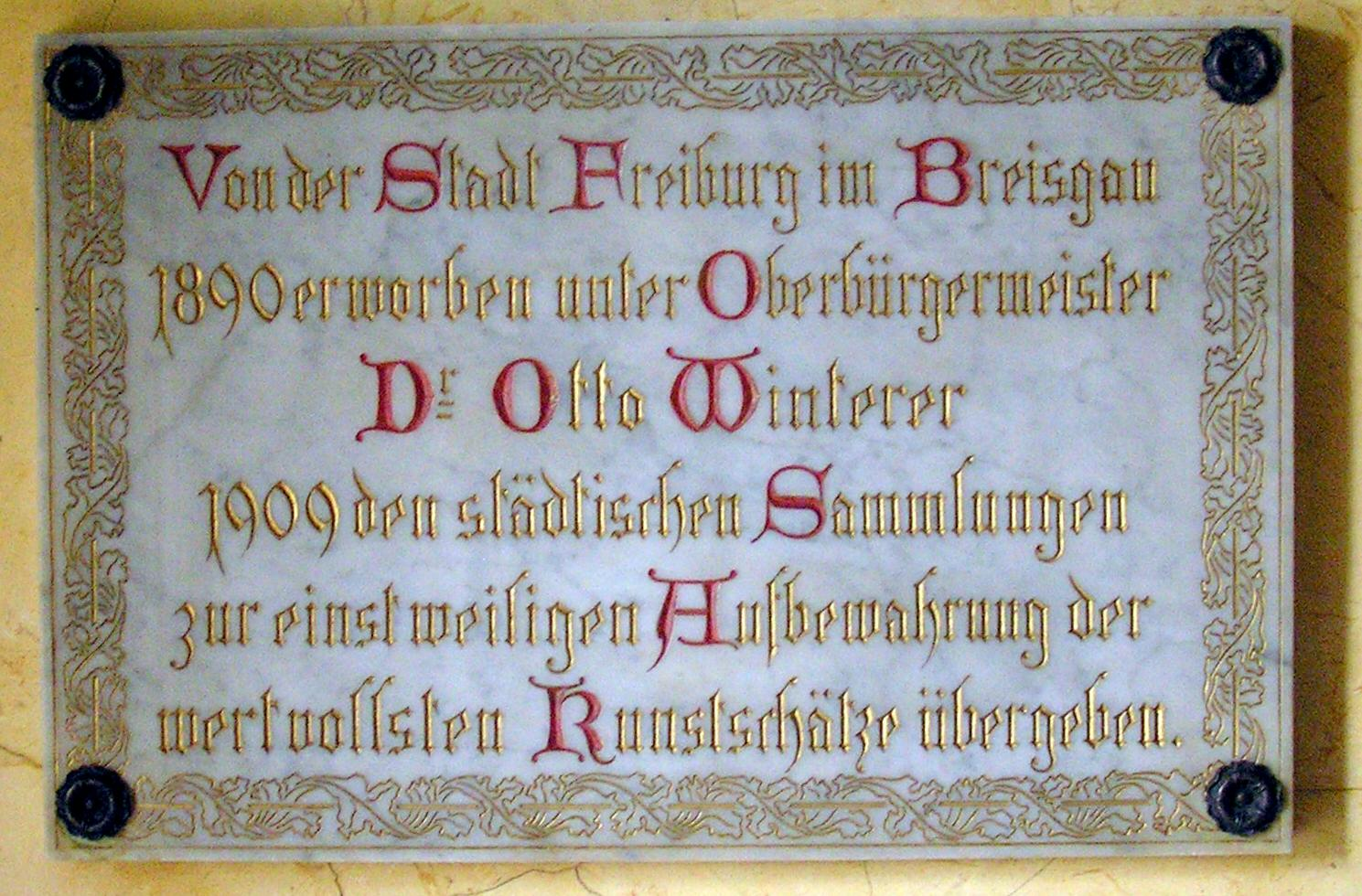
Placa en el palacete